# 1108ПВ1
1108ПВ1 — Одна з перших радянських  мікросхем АЦП. Зарубіжний аналог — TDC1013J. Випускалася в Ризі до 1997 року.

## Технічні параметри
- Розрядність: 10 біт;
- Час перетворення, 1 мкс;
- Напруга живлення: 5/-6 В;
- Струм споживання: 180 мА;
- Опорна напруга: 0,075 / −2 В;
- Тип корпусу 2207.48-1;
- Діапазон робочих температур: −10 … +70 С;